# Tiếng Thiều Châu
Thiều Châu thổ thoại (phồn thể: 韶州土話; giản thể: 韶州土话) là một thứ tiếng Trung Quốc không được phân loại được nói ở vùng biên giới của các tỉnh Quảng Đông, Hồ Nam và Quảng Tây. Tiếng Thiều Châu là ngôn ngữ của nữ thư.